# Eurhynchium glaciale
Eurhynchium glaciale är en bladmossart som först beskrevs av Niels Bryhn, och fick sitt nu gällande namn av Kindberg 1903. Eurhynchium glaciale ingår i släktet sprötmossor, och familjen Brachytheciaceae. Inga underarter finns listade i Catalogue of Life.